# Bais (Ille i Vilaine)
Bais (en bretó  Baez, en gal·ló Baès) és un municipi francès, situat a la regió de Bretanya, al departament d'Ille i Vilaine. L'any 2006 tenia 2.004 habitants.

## Demografia
| 1962                                       | 1968  | 1975  | 1982  | 1990  | 1999  |
| ------------------------------------------ | ----- | ----- | ----- | ----- | ----- |
| 2.042                                      | 2.095 | 2.022 | 1,913 | 1,821 | 1.928 |
| Des de 1962: població sense dobles comptes |       |       |       |       |       |

## Administració
| Període   | Identitat        | Partit |
| --------- | ---------------- | ------ |
| 2001-2005 | Anne Bourguignat |        |
| 2005-     | Joseph Pichet    |        |